# Erasmo de Narni
Erasmo de Narni (1370 - 1443), més conegut com a "Gattamelata", va ser un dels condottieri o mercenaris més famosos del Renaixement italià. Va néixer a Narni (Úmbria), i va servir diverses ciutats estat italianes: va començar amb Andrea Fortebracci, conegut com a Braccio da Montone, va servir el Papa i Florència a parts iguals, i la República de Venècia el 1434 en els enfrontaments amb els Visconti del ducat de Milà. En febrer de 1439, Biagio Assereto va derrotar un estol venecià protegit per Gattamelatta que es va transportar de l'Adige al llac de Garda per terra amb l'objectiu d'aixecar el setge milanès de Brescia.
Va ser el motiu de l'estàtua eqüestre en bronze de Donatello que es troba a la plaça principal de Pàdua, ciutat de la qual va esdevenir dictador en 1437. Donatello va fer aquesta escultura eqüestre, de les més importants del Renaixement, inspirant-se en el Marc Aureli romà. L'estàtua del "condottiero" Gattamelata, és la primera estàtua en honor d'un guerrer de tot el món modern.